# Micrasteridae
Famille
Les Micrasteridae forment une famille d'oursins, dont les nombreux genres sont pour la plupart éteints.

## Morphologie
Appareil apical ethmophracte. Fasciole sous anal présent et passant en arrière des plaques sternales. Plaques sternales appairées et symétriques. Episternales excentrées.

## Systématique
- La famille des Micrasteridae a été décrite par J.Lambert en 1920 [2].
- Le genre type pour cette famille est : Micraster Agassiz, 1835 †.

On en compte actuellement 3 espèces vivantes, et de nombreux fossiles. 

### Taxinomie
| Selon World Register of Marine Species (3 décembre 2013) : - Sous-famille Cyclasterinae Poslavskaya, 1964 - genre Cyclaster Cotteau, in Leymerie & Cotteau, 1856 -- 2 espèces actuelles - genre Isaster Desor, 1858 -- 1 espèce actuelle - genre Diplodetus Schlueter, 1900 † - genre Epiaster d'Orbigny, 1853 † - genre Habanaster Lambert, in Sánchez Roig, 1924 † - genre Micraster L. Agassiz, 1835 † - genre Pseudogibbaster Moskvin, 1983 † - genre Roweaster Smith & Wright, 2012 † - genre Sogdiaster Egorov, 1972 † - genre Turanglaster Solovjev & Melikov, 1963 † | Genres fossiles selon Paleobiology Database (3 décembre 2013) : - Brissopneustes - Cyclasterinae - Isopneustes - Micraster Agassiz, 1835 - Ovulaster |

Cyclaster recens
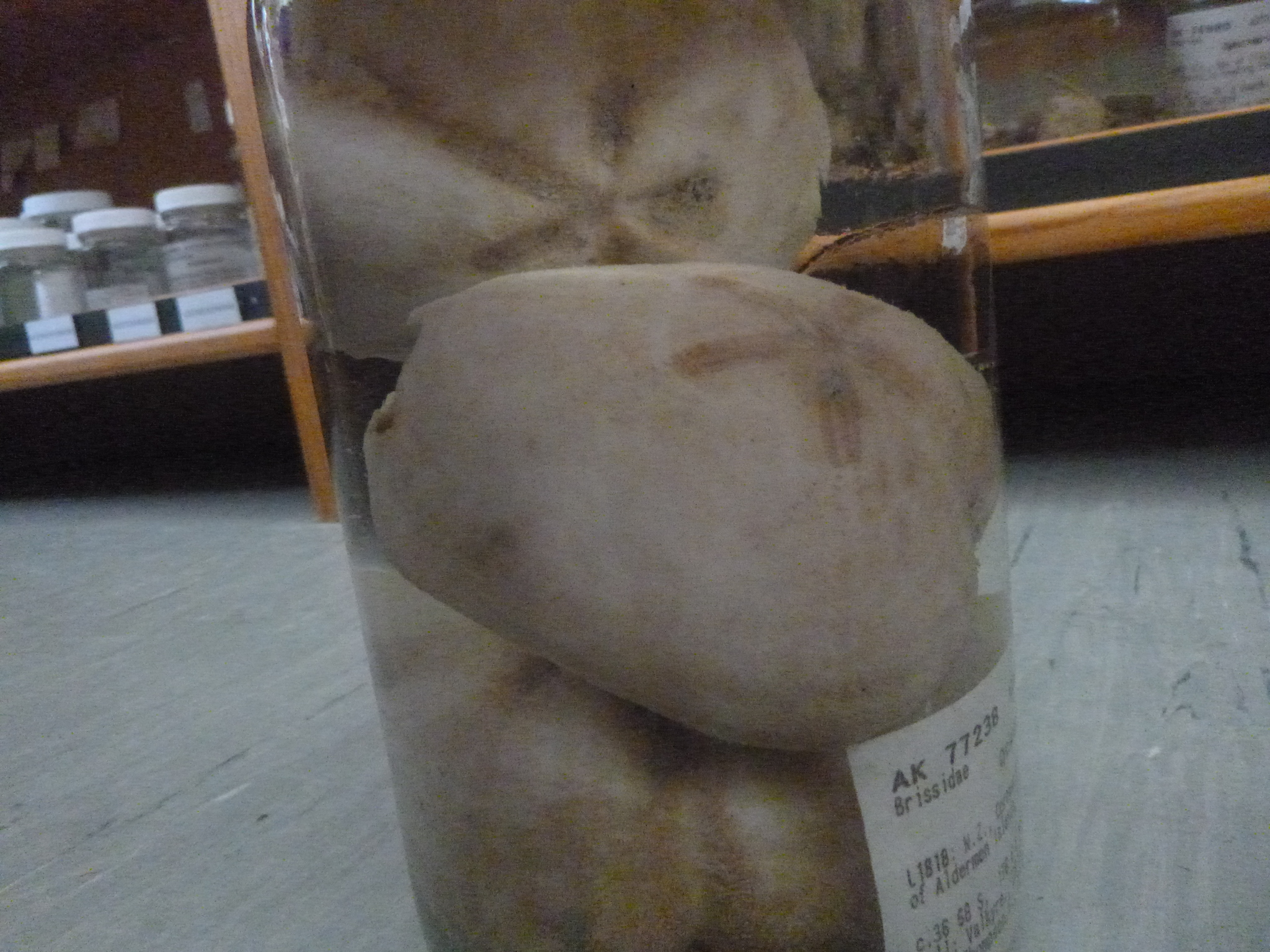
Cyclaster regalis
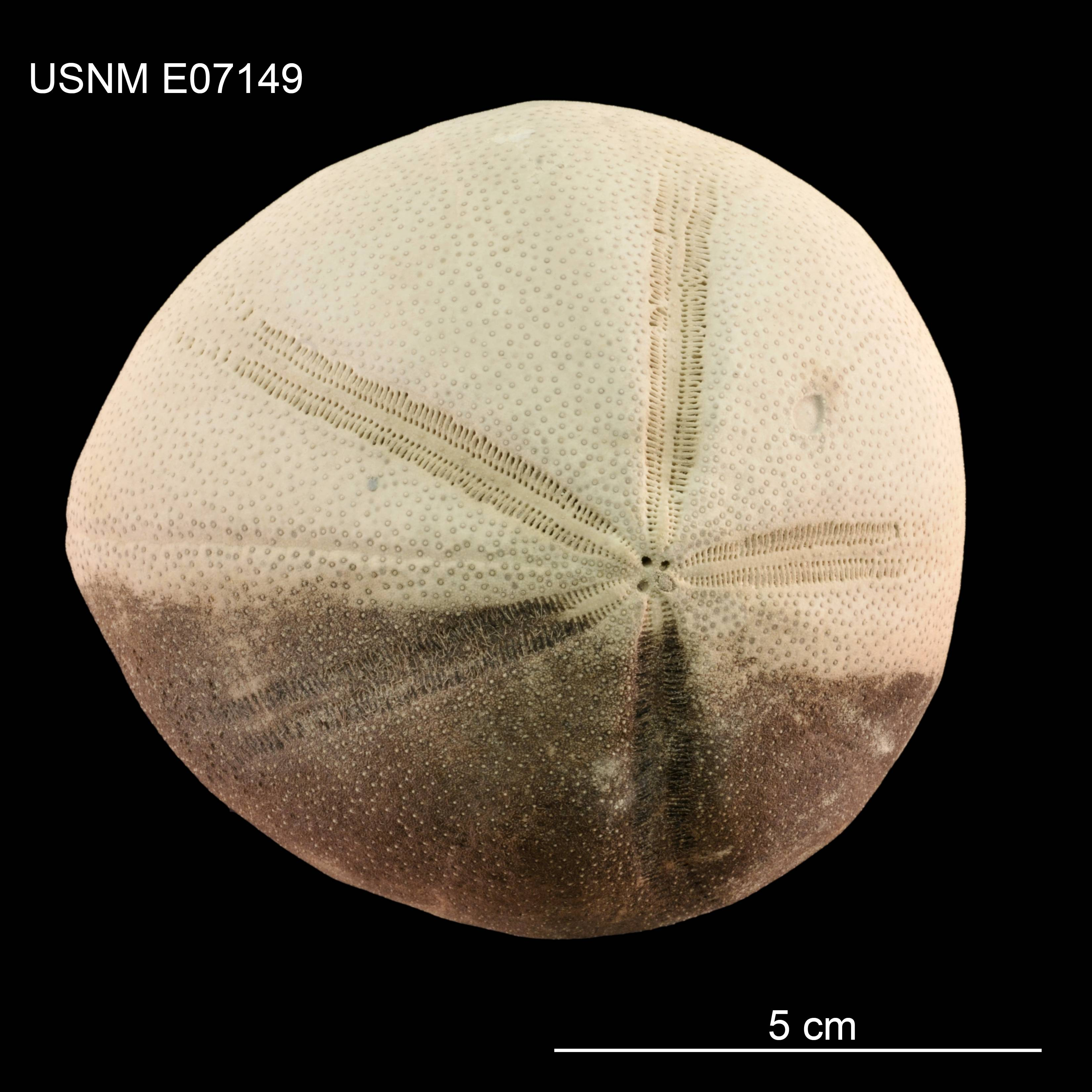
Isaster obovatus
Micraster brevis